# Gyanender
Gyanender Dahiya (ur. 23 sierpnia 1995) – indyjski zapaśnik walczący w stylu klasycznym. Zajął dziewiąte miejsce na mistrzostwach świata w 2017. Siódmy w indywidualnym Pucharze Świata w 2020. Ósmy na igrzyskach azjatyckich w 2018 i jedenasty w 2022. Brązowy medalista mistrzostw Azji w 2019. Wicemistrz Wspólnoty Narodów w 2017. Piąty na igrzyskach wojskowych w 2019 roku.